# 6818 Sessyu
6818 Sessyu (1983 EM1) là một tiểu hành tinh vành đai chính.